# 金之钧
金之钧（1957年—），中国石油地质学家，中国科学院地学部院士，现任中国石油化工股份有限公司副总地质师、石油勘探开发研究院院长。

## 生平
金之钧出生于山东省胶南县（今属青岛市黄岛区），1982年1月毕业于山东矿业学院（今山东科技大学）地矿系“区域地质调查与矿产普查”专业，留校任教。1986年9月至1986年12月在中国地质大学（武汉）石油系石油地质学，读硕士研究生。1987年12月至1992年6月在俄罗斯古勃金国立石油与天然气大学地质与地球物理系石油地质学研读副博士。2007年9月在俄罗斯联邦教育与科学部地质-矿物学读博士学位。回国后曾在中国石油大学（北京）任教。金之钧长期从事石油地质科研、教学工作，发展了中国海相油气地质理论、为指导油气勘探作出了重要贡献。2013年当选中科院院士。